# São José (Viseu)
São José (llamada oficialmente Viseu (São José)) era una freguesia portuguesa del municipio de Viseo, distrito de Viseo.

## Historia
Fue suprimida el 28 de enero de 2013, en aplicación de una resolución de la Asamblea de la República portuguesa promulgada el 16 de enero de 2013 al unirse con las freguesias de Coração de Jesus y Santa Maria de Viseu, formando la nueva freguesia de Viseu.